# Бруно Шавьер (игрок в пляжный футбол)
Бруно да Силва Шавьер (порт. Bruno da Silva Xavier; род. 15 августа 1984, Витория), более известный как Бруно Шавьер — бразильский игрок в пляжный футбол. Капитан сборной Бразилии. Чемпион мира 2017 года.
В 2010-х годах Шавьер являлся одним из лучших игроков мира: он включался в сборную мира всех годов начиная с 2014 и заканчивая 2018 годом; в 2014 году он был удостоен звания лучшего игрока мира на церемонии «Звёзды пляжного футбола».
Бруно Шавьер занимает восьмое место в списке бомбардиром сборной Бразилии за всю историю, что является наилучшем результатом среди всех действующих игроков.

## Биография
Первоначально Бруно Шавьер играл в обычный футбол на позиции вратаря. Позднее его игру увидел вратарь бразильской сборной по пляжному футболу Мао, пригласивший коллегу тренироваться с национальной командой.
Конкуренция в бразильской сборной была сильной. Бруно Шавьер являлся третьим вратарём команды и не получал игровой практики. Тогдашний тренер сборной Бразилии Дуда отметил, что Бруно хорошо владеет мячом и имеет потенциал стать хорошим полевым игроком, но для наигрывания на новой позиции ему нужно тренироваться в течение года, прежде чем дебютировать в сборной.
В 2008 году в возрасте 24 лет Бруно Шавьер впервые сыграл за национальную сборную Бразилии, будучи уже полевым игроком. Благодаря успехам в чемпионате Италии сезонов 2010 и 2011 годов, где бразилец стал дважды становился лучшим игроком, он был включен в предварительный состав сборной Бразилии на чемпионат мира 2011 года . Однако тогдашний тренер Александре Соареш не взял его в окончательную заявку из 12 человек. Дебют на мундиале для Бруно Шавьера состоялась уже при другом тренере бразильцев — Жуниоре Негао. 29-летний Шавьер был включён в финальную заявку на чемпионат мира 2013 года, где получил футболку под номером 8, которую ранее носил сам Негао. Турнир оказался очень успешным для Шавьера, поскольку он завоевал «Золотую бутсу» (как лучший бомбардир) и «Серебряный мяч» (как второй игрок турнира).
В мае 2014 года Шавьер забил гол в ворота Германии на турнире в Мексике, который ФИФА описала как один из лучших голов за всю историю пляжного футбола и номинировала на премию ФИФА имени Ференца Пушкаша.

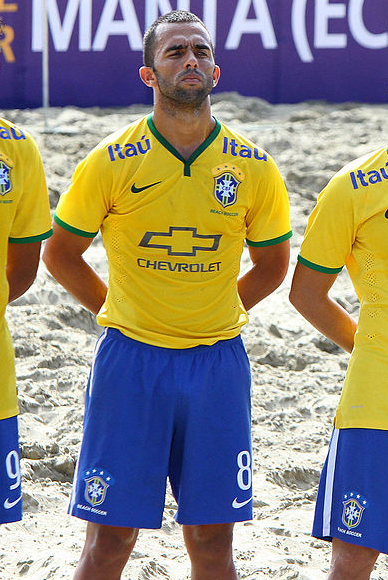
Бруно Шавьер на отборочном матче к ЧМ-2015

На первой церемонии вручения награды «Звезды пляжного футбола» в ноябре 2014 года Бруно Шавьер был назван лучшим игроком мира по результатам голосования игроков и тренеров. Впоследствии он входил в тройку номинантов на звание лучшего игрока в 2015, 2017 и 2018 годах, а также включался в каждую сборную мира в период с 2014 по 2018 год.
Под руководством тренера Жильберто Косты и в качестве капитана Шавьер в 2017 году привёл Бразилию к их первому за восемь лет титулу чемпионов мира. В сентябре 2017 года он сыграл свой 100-й матч в футболке бразильской сборной. Часть сыгранных матчей пришлись на победную серию из 66 матчей сборной Бразилии, которая закончилась поражением от России в ноябре 2018 года, когда Шавьер был удален с поля. Свой 200-й гол за Бразилию он забил в победном матче над Уругваем (10:1) в рамках отбора на чемпионат мира в мае 2019 года.
Несмотря на свой послужной список он не был включён в заявку на чемпионат мира 2021 года в Москве .
Бруно Шавьер играл за клубы во многих странах. В их число входят «Васко да Гама», «Коринтианс», «Эспириту Санто» и «Сампайо Корреа» в Бразилии, а также «Катандзаро» (Италия), «Террачина» (Италия), «Строгино» (Россия), «Кристалл» (Россия), «Аланьяспор» (Турция), «Барселона» (Испания), «Спортинг» (Португалия), «Брага» (Португалия) и «Кфар-Касем» (Израиль) в европейских национальных чемпионатах и международных турнирах. В 2021 году он получил награду лучшего игрока сезона чемпионата Италии 2022 года в качестве игрока «Пизы», а в 2023 году он стал лучшим на Кубок европейских чемпионов.
В ноябре 2023 года, после трёхлетнего перерыва, 39-летний Бруно Шавьер вновь получил вызов в состав сборной Бразилии на Южноамериканскую лигу пляжного футбола.

## Личная жизнь
Бруно Шавьер женат на Мариангеле Антунес, которая также играет в пляжный футбол благодаря супругу. Пара поженилась в марте 2009 года. У них двое детей — Луна и Кауан.
В своем родном штате Эспириту-Санту, в Анчьете, Шавьер основал «Миссионерский учебный центр», учреждённый для «интеграции молодёжи в общество посредством спорта». В центре впоследствии были подготовлены такие игроки как Жан Пьетро и Рафаэль Силва, которые представляли сборную Бразилии по пляжному футболу до 20 лет и стали чемпионами Южной Америки среди юношей в 2017 году.
Его племянник Брено Шавьер также занимается пляжным футболом, куда пришёл благодаря дяде.

## Статистика
| Турнир                             | Год   | Матчи | Голы |
| ---------------------------------- | ----- | ----- | ---- |
| Чемпионат мира по пляжному футболу | 2013  | 6     | 10   |
| Чемпионат мира по пляжному футболу | 2015  | 4     | 3    |
| Чемпионат мира по пляжному футболу | 2017  | 6     | 1    |
| Чемпионат мира по пляжному футболу | 2019  | 4     | 2    |
| Всего                              | Всего | 20    | 16   |

| Турнир                                       | Год   | Матчи | Голы |
| -------------------------------------------- | ----- | ----- | ---- |
| Межконтинентальный кубок по пляжному футболу |       |       |      |
| 2011                                         | 5     | 4     |      |
| 2012                                         | 1     | 0     |      |
| 2013                                         | 5     | 11    |      |
| 2014                                         | 3     | 6     |      |
| 2015                                         | —     | —     |      |
| 2016                                         | 5     | 8     |      |
| 2017                                         | 5     | 7     |      |
| 2018                                         | 4     | 6     |      |
| Всего                                        | Всего | 28    | 42   |

| Турнир                                          | Год        | Клуб  | Матчи | Голы |
| ----------------------------------------------- | ---------- | ----- | ----- | ---- |
| Кубок европейских чемпионов по пляжному футболу |            |       |       |      |
| 2014                                            | Кристалл   | 7     | 11    |      |
| 2015                                            | Кристалл   | 7     | 7     |      |
| 2016                                            | Кристалл   | 4     | 7     |      |
| 2017                                            | Брага      | 7     | 8     |      |
| 2018                                            | Кафр-Касем | 7     | 3     |      |
| 2019                                            | Брага      | 7     | 2     |      |
| 2021                                            | Кафр-Касем | 2     | 0     |      |
| 2022                                            | Пиза       | 7     | 2     |      |
| 2023                                            | Пиза       | 8     | 3     |      |
| Всего                                           | Всего      | Всего | 56    | 43   |